# Liste der Kulturdenkmäler in Ruppertsweiler
In der Liste der Kulturdenkmäler in Ruppertsweiler sind alle Kulturdenkmäler der rheinland-pfälzischen Ortsgemeinde Ruppertsweiler aufgeführt. Grundlage ist die Denkmalliste des Landes Rheinland-Pfalz (Stand: 14. Dezember 2023).

## Einzeldenkmäler
| Bezeichnung         | Lage                    | Baujahr                     | Beschreibung                                                                                             | Bild                           |
| ------------------- | ----------------------- | --------------------------- | --- | ------------------------------ |
| Evangelische Kirche | Bergstraße 4 Lage       | 1895/96                     | kleiner neuromanischer Saalbau, 1895/96                                                                  | weitere Bilder Fotos hochladen |
| Rathaus             | Lemberger Straße 8 Lage | Anfang des 19. Jahrhunderts | ehemaliges Forstdienstgebäude; eingeschossiger klassizistischer Walmdachbau, Anfang des 19. Jahrhunderts | Fotos hochladen                |
| Quereinhaus         | Ringstraße 29 Lage      | 18. Jahrhundert             | Fachwerk-Quereinhaus, teilweise massiv, 18. Jahrhundert                                                  | Fotos hochladen                |
| Alte Schule         | Schulstraße 1 Lage      | Ende des 19. Jahrhunderts   | ehemalige Schule; historisierender Putzbau, Ende des 19. Jahrhunderts                                    | Fotos hochladen                |